# Bégaar
Bégaar – miejscowość i gmina we Francji, w regionie Nowa Akwitania, w departamencie Landy.
Według danych na rok 1990 gminę zamieszkiwało 1000 osób, a gęstość zaludnienia wynosiła 36 osób/km² (wśród 2290 gmin Akwitanii Bégaar plasuje się na 429. miejscu pod względem liczby ludności, natomiast pod względem powierzchni na miejscu 319.).